# Mohamed Abdelwahab
Mohamed Abdelwahab (13 juli 1983 – Caïro, 31 augustus 2006) was een Egyptisch voetballer. Abdelwahab was een groot talent van het Egyptisch nationaal voetbal. Hij verzamelde enkele selecties voor het Nationale Elftal van Egypte, hij won met het nationaal elftal van Egypte zelfs de African Cup of Nations 2006 in eigen land. Op 31 augustus 2006 stierf hij op het veld tijdens een training.
Mohamed Abdelwahab werd in 2004 door voetbalclub Al Dafraa in de Verenigde Arabische Emiraten verkocht aan Al-Ahly. Met deze club won hij in 2005 de CAF Champions League.
Op 31 augustus 2006 zakte Mohamed Abdelwahab op 23-jarige leeftijd, 35 minuten na het begin van een training in elkaar op het voetbalveld. Voor aankomst in het ziekenhuis is hij overleden. Dokters hadden nog geprobeerd hem te reanimeren. Over de doodsoorzaak is nog niets bekend, maar men denkt dat het een hartstilstand is geweest.